# Düsseldorf Bulldozer
I Düsseldorf Bulldozer sono una squadra di football americano di Düsseldorf, in Germania. Fondati nel 1979, hanno vinto un Juniorbowl.
Dal 2009 la società ha anche una sezione femminile, le Düsseldorf Blades, che ha giocato 3 volte il Ladies Bowl.

## Dettaglio stagioni

### Tornei nazionali

#### Campionato

##### Bundesliga
| Stagione | regular season | regular season | regular season | regular season | regular season | regular season | playoff | playoff | playoff | playoff | playoff | playoff        | playoff                 |
|          | Vin            | Par            | Per            | Tot            | PF             | PS             | Vin     | Per     | Tot     | PF      | PS      | risultato      | avversaria              |
| -------- | -------------- | -------------- | -------------- | -------------- | -------------- | -------------- | ------- | ------- | ------- | ------- | ------- | -------------- | ----------------------- |
| 1984     | 6              | 0              | 6              | 12             | 151            | 249            | -       | -       | -       | -       | -       | -              | -                       |
| 1985     | 5              | 0              | 9              | 14             | 141            | 372            | -       | -       | -       | -       | -       | -              | -                       |
| 1986     | 1              | 0              | 9              | 10             | 104            | 280            | -       | -       | -       | -       | -       | -              | -                       |
| 1987     | 0              | 0              | 10             | 10             | 58             | 364            | 1       | 1       | 2       | 54      | 13      | Non retrocessi | Recklinghausen Chargers |
| 1988     | 7              | 0              | 3              | 10             | 245            | 242            | 0       | 1       | 1       | 0       | 34      | Wild Card      | Red Barons Cologne      |
| 1989     | 5              | 0              | 5              | 10             | 219            | 281            | 0       | 1       | 1       | 8       | 71      | Wild Card      | Düsseldorf Panther      |
| 1990     | 2              | 1              | 7              | 10             | 100            | 228            | -       | -       | -       | -       | -       | -              | -                       |
| Totale   | 26             | 1              | 49             | 76             | 1018           | 2055           | 1       | 3       | 4       | 62      | 118     |                |                         |

Fonti: Enciclopedia del Football - A cura di Roberto Mezzetti

##### NFL
Questi tornei - pur essendo del massimo livello della loro federazione - non sono considerati ufficiali.
| Stagione | regular season | regular season | regular season | regular season | regular season | regular season | playoff | playoff | playoff | playoff | playoff | playoff   | playoff    |
|          | Vin            | Par            | Per            | Tot            | PF             | PS             | Vin     | Per     | Tot     | PF      | PS      | risultato | avversaria |
| -------- | -------------- | -------------- | -------------- | -------------- | -------------- | -------------- | ------- | ------- | ------- | ------- | ------- | --------- | ---------- |
| 1980     | 3              | 1              | 6              | 10             | 87             | 189            | -       | -       | -       | -       | -       | -         | -          |
| 1981     | 7              | 0              | 7              | 14             | 260            | 272            | -       | -       | -       | -       | -       | -         | -          |
| Totale   | 10             | 1              | 13             | 24             | 347            | 461            | -       | -       | -       | -       | -       |           |            |

Fonti: Enciclopedia del Football - A cura di Roberto Mezzetti

##### Damenbundesliga
| Stagione | regular season | regular season | regular season | regular season | regular season | regular season | playoff | playoff | playoff | playoff | playoff | playoff     | playoff               |
|          | Vin            | Par            | Per            | Tot            | PF             | PS             | Vin     | Per     | Tot     | PF      | PS      | risultato   | avversaria            |
| -------- | -------------- | -------------- | -------------- | -------------- | -------------- | -------------- | ------- | ------- | ------- | ------- | ------- | ----------- | --------------------- |
| 2010     | 6              | 0              | 0              | 6              | 136            | 42             | 1       | 1       | 2       | 68      | 34      | Ladies Bowl | Berlin Kobra Ladies   |
| 2011     | 6              | 0              | 0              | 6              | 223            | 53             | 1       | 1       | 2       | 42      | 48      | Ladies Bowl | Berlin Kobra Ladies   |
| 2012     | 7              | 1              | 0              | 8              | 247            | 40             | 1       | 1       | 2       | 80      | 72      | Ladies Bowl | Berlin Kobra Ladies   |
| 2013     | 2              | 1              | 3              | 6              | 121            | 108            | 0       | 1       | 1       | 19      | 24      | Semifinale  | Crailsheim Hurricanes |
| 2014     | 0              | 0              | 4              | 4              | 0              | 80             | -       | -       | -       | -       | -       | -           | -                     |
| Totale   | 21             | 2              | 7              | 30             | 727            | 323            | 3       | 4       | 7       | 209     | 178     |             |                       |

Fonti: Enciclopedia del Football - A cura di Roberto Mezzetti

##### 2. Bundesliga
| Stagione | regular season | regular season | regular season | regular season | regular season | regular season | playoff | playoff | playoff | playoff | playoff | playoff   | playoff    |
|          | Vin            | Par            | Per            | Tot            | PF             | PS             | Vin     | Per     | Tot     | PF      | PS      | risultato | avversaria |
| -------- | -------------- | -------------- | -------------- | -------------- | -------------- | -------------- | ------- | ------- | ------- | ------- | ------- | --------- | ---------- |
| 1982     | 2              | 0              | 0              | 2              | 46             | 36             | -       | -       | -       | -       | -       | -         | -          |
| 1983     | 12             | 0              | 2              | 14             | 391            | 117            | -       | -       | -       | -       | -       | -         | -          |
| 1991     | 6              | 0              | 4              | 10             | 156            | 114            | -       | -       | -       | -       | -       | -         | -          |
| 1992     | 4              | 0              | 6              | 10             | 100            | 199            | -       | -       | -       | -       | -       | -         | -          |
| 1993     | 4              | 0              | 8              | 12             | 154            | 262            | -       | -       | -       | -       | -       | -         | -          |
| Totale   | 28             | 0              | 20             | 48             | 847            | 728            | -       | -       | -       | -       | -       |           |            |

Fonti: Enciclopedia del Football - A cura di Roberto Mezzetti

##### Regionalliga
| Stagione | regular season | regular season | regular season | regular season | regular season | regular season | playoff | playoff | playoff | playoff | playoff | playoff   | playoff    |
|          | Vin            | Par            | Per            | Tot            | PF             | PS             | Vin     | Per     | Tot     | PF      | PS      | risultato | avversaria |
| -------- | -------------- | -------------- | -------------- | -------------- | -------------- | -------------- | ------- | ------- | ------- | ------- | ------- | --------- | ---------- |
| 1994     | 4              | 0              | 4              | 8              | 159            | 116            | -       | -       | -       | -       | -       | -         | -          |
| 1995     | 8              | 0              | 3              | 11             | 247            | 151            | -       | -       | -       | -       | -       | -         | -          |
| 1996     | 6              | 0              | 6              | 12             | 308            | 384            | -       | -       | -       | -       | -       | -         | -          |
| 1997     | 7              | 0              | 5              | 12             | 210            | 230            | -       | -       | -       | -       | -       | -         | -          |
| 1998     | 3              | 0              | 9              | 12             | 137            | 235            | -       | -       | -       | -       | -       | -         | -          |
| 1999     | 1              | 1              | 9              | 11             | 64             | 359            | -       | -       | -       | -       | -       | -         | -          |
| Totale   | 29             | 1              | 36             | 66             | 1125           | 1475           | -       | -       | -       | -       | -       |           |            |

Fonti: Enciclopedia del Football - A cura di Roberto Mezzetti

##### Oberliga
| Stagione | regular season | regular season | regular season | regular season | regular season | regular season | playoff | playoff | playoff | playoff | playoff | playoff       | playoff            |
|          | Vin            | Par            | Per            | Tot            | PF             | PS             | Vin     | Per     | Tot     | PF      | PS      | risultato     | avversaria         |
| -------- | -------------- | -------------- | -------------- | -------------- | -------------- | -------------- | ------- | ------- | ------- | ------- | ------- | ------------- | ------------------ |
| 2001     | 5              | 0              | 4              | 9              | 127            | 158            | -       | -       | -       | -       | -       | -             | -                  |
| 2002     | 7              | 0              | 3              | 10             | 221            | 166            | -       | -       | -       | -       | -       | -             | -                  |
| 2003     | 7              | 0              | 3              | 10             | 275            | 149            | -       | -       | -       | -       | -       | -             | -                  |
| 2004     | 4              | 0              | 6              | 10             | 136            | 177            | -       | -       | -       | -       | -       | -             | -                  |
| 2005     | 8              | 0              | 0              | 8              | 277            | 42             | 0       | 2       | 2       | 30      | 54      | Secondo posto | Paderborn Dolphins |
| 2006     | 3              | 1              | 4              | 8              | 128            | 132            | -       | -       | -       | -       | -       | -             | -                  |
| 2007     | 3              | 1              | 6              | 10             | 116            | 186            | -       | -       | -       | -       | -       | -             | -                  |
| 2008     | 1              | 1              | 8              | 10             | 67             | 307            | -       | -       | -       | -       | -       | -             | -                  |
| 2010     | 3              | 0              | 7              | 10             | 140            | 287            | -       | -       | -       | -       | -       | -             | -                  |
| 2011     | 2              | 0              | 8              | 10             | 120            | 277            | -       | -       | -       | -       | -       | -             | -                  |
| 2019     | 9              | 0              | 1              | 10             | 222            | 127            | -       | -       | -       | -       | -       | -             | -                  |
| Totale   | 52             | 3              | 50             | 105            | 1829           | 2008           | 0       | 2       | 2       | 30      | 54      |               |                    |

Fonti: Enciclopedia del Football - A cura di Roberto Mezzetti

##### Verbandsliga
| Stagione | regular season | regular season | regular season | regular season | regular season | regular season | playoff | playoff | playoff | playoff | playoff | playoff   | playoff    |
|          | Vin            | Par            | Per            | Tot            | PF             | PS             | Vin     | Per     | Tot     | PF      | PS      | risultato | avversaria |
| -------- | -------------- | -------------- | -------------- | -------------- | -------------- | -------------- | ------- | ------- | ------- | ------- | ------- | --------- | ---------- |
| 2000     | 2              | 1              | 5              | 8              | 118            | 192            | -       | -       | -       | -       | -       | -         | -          |
| 2009     | 4              | 0              | 4              | 8              | 98             | 109            | -       | -       | -       | -       | -       | -         | -          |
| 2012     | 1              | 0              | 9              | 10             | 62             | 278            | -       | -       | -       | -       | -       | -         | -          |
| 2014     | 1              | 0              | 7              | 8              | 82             | 205            | -       | -       | -       | -       | -       | -         | -          |
| 2018     | 9              | 0              | 1              | 10             | 303            | 113            | -       | -       | -       | -       | -       | -         | -          |
| Totale   | 17             | 1              | 26             | 44             | 663            | 897            | -       | -       | -       | -       | -       |           |            |

Fonti: Enciclopedia del Football - A cura di Roberto Mezzetti

##### Landesliga
| Stagione | regular season | regular season | regular season | regular season | regular season | regular season | playoff | playoff | playoff | playoff | playoff | playoff   | playoff    |
|          | Vin            | Par            | Per            | Tot            | PF             | PS             | Vin     | Per     | Tot     | PF      | PS      | risultato | avversaria |
| -------- | -------------- | -------------- | -------------- | -------------- | -------------- | -------------- | ------- | ------- | ------- | ------- | ------- | --------- | ---------- |
| 2013     | 9              | 0              | 1              | 10             | 350            | 39             | -       | -       | -       | -       | -       | -         | -          |
| 2015     | 1              | 0              | 9              | 10             | 81             | 333            | -       | -       | -       | -       | -       | -         | -          |
| 2016     | 5              | 0              | 5              | 10             | 204            | 113            | -       | -       | -       | -       | -       | -         | -          |
| 2017     | 10             | 0              | 0              | 10             | 338            | 99             | -       | -       | -       | -       | -       | -         | -          |
| Totale   | 25             | 0              | 15             | 40             | 973            | 584            | -       | -       | -       | -       | -       |           |            |

Fonti: Enciclopedia del Football - A cura di Roberto Mezzetti

## Palmarès
- 1 Juniorbowl (1984)